# 施蕴渝
施蕴渝（1942年4月—），女，上海崇明人，中国分子生物物理学家，中国科学技术大学教授、博士生导师。

## 生平
1965年毕业于中国科学技术大学物理系生物物理专业。1965年至1970年在卫生部中医研究院任实习研究员。1970年起任教于中国科学技术大学。
1997年当选为中国科学院院士，2009年当选为第三世界科学院院士。

## 家庭
施蕴渝的父亲为中国著名的核物理学家、教育家施士元。